# فدراسیون شنا، شیرجه و واترپلو ایران
فدراسیون شنا، شیرجه و واترپلو جمهوری اسلامی ایران مخفف  IRSF از نهادهای حاکم در امر ورزش‌های شنا، شیرجه و واترپلو در ایران می‌باشد. و زیر نظر وزارت ورزش و جوانان به فعالیت می‌پردازد همچنین تحت نظارت فینا نیز می‌باشد.

## تاریخچه
تا سال ۱۳۱۴ در سراسر ایران حتی یک استخر شنا هم نبود و فقط در اردوگاه نظامی اقدسیه تهران یک استخر برای آموزش شنا به دانشجویان دانشکده افسری ساخته شده بود.
اولین استخر شنای ٥٠ متری تهران نیز در سال ١٣١٩ در ورزشگاه امجدیه (استادیوم ورزشی شهید شیرودی) احداث شد
در رشته واترپلو در سال ۱۳۴۹  تیم واترپلوی ایران برای نخستین بار در بازیهای آسیایی بانکوک شرکت کرد و مقام چهارم را به دست آورد. ۴ سال بعد یعنی سال ۱۳۵۳ در بازیهای آسیایی تهران، تیم ملی واترپلوی ایران مقام اول آسیا را به دست آورد و به عنوان نماینده این قاره راهی مسابقات قهرمانی جهان در شهر کالی کلمبیا شد و در بین ۱۶ کشور برتر جهان در مسابقات واترپلو حضور پیدا کرد. تیم ملی واترپلوی ایران برای دومین حضور در رقابتهای جهانی، در مسابقات انتخابی تهران تیمهای ملی چین و ژاپن را پشت سر گذاشت و به همراه قزاقستان به عنوان نماینده قاره آسیا راهی مسابقات جهانی در پرت استرالیا شد.
لازم به ذکر است؛ تا سال۱۳۵۳ که استادیوم آزادی افتتاح شد به غیر از استخر قهرمانی امجدیه استخر دیگری وجود نداشت که دایو ۱۰ متر داشته باشد.

## حضور در مسابقات
اولین مدال بین‌المللی تاریخ شنا در سال ١٣٧٣ طی مسابقات "آسیا پاسیفیک" توسط بهزاد مهدی خبازیان در رده سنی جوانان بدست آمد.
شنای بانوان: تیم ملی شنای بانوان ایران بعد از ۱۲ سال در سال ۱۳۹۶ تشکیل و سرمربی این تیم خانم فروزنده زرآور شد.
از سال 1392 محسن رضوانی به عنوان رئیس فدراسیون شنا، شیرجه و واترپلو فعالیت می کند. 